# Iciz
Iciz (en euskera y cooficialmente Izize) es una villa y concejo español de la Comunidad Foral de Navarra perteneciente al municipio de Gallués. 
Su gentilicio es iziztarra, tanto en masculino como en femenino.

## Situación
Está situado en la Merindad de Sangüesa, en el valle de Salazar, en la comarca de Roncal-Salazar y a 70 km de la capital de la comunidad, Pamplona. Su población en 2014 fue de 13 habitantes (INE)

## Historia
Su "palacio" había pertenecido al monasterio de Igal, y junto con este fue dado por el rey Sancho Ramírez a la abadía de Leire (1085). No quedan restos del palacio.
Hasta las reformas municipales de 1835-1845 gobernaban Iciz el alcalde del valle de Salazar y el de la villa misma, que lo elegía conjuntamente con sus regidores. Pero al disgregarse el valle de Salazar como unidad administrativa, Iciz se incorporó al ayuntamiento de Gallués. En 1802 tenía molino, sobre el río Salazar.

## Geografía
Su término municipal abarca el barranco del mismo nombre, así como la cara sur del monte Arabarko, catalogado como LIC Arabarko, es uno de los 42 Lugares de Importancia Comunitaria que existen declarados en la Comunidad Foral. El terreno presenta zonas escarpadas y barrancadas de importancia, destacando carrascales localizados sobre suelos rocosos. Es importante la comunidad de aves rupícolas o propias de roquedo, como el alimoche o el buitre leonado.
Cuenta con un polígono industrial situado junto a la carretera principal del Valle. 

## Arte y naturaleza
En el casco urbano, sobresalen la iglesia de San Cosme y San Damián, tardorrománica, así como diversas casas que muestran elementos del gótico final. Cabe asimismo destacar el nogal bicentenario situado junto al ábside de la iglesia. 

Desde el casco urbano arranca el Camino del Robrar
 
(o Robral), sendero local de unos 7 km de longitud, uno de los diversos recorridos que se pueden realizar en el término municipal